# Microrregión de Patos de Minas
La microrregión de Patos de Minas es una de las  microrregiones del estado brasileño de Minas Gerais perteneciente a la Mesorregión del Triángulo Minero y Alto Paranaíba. Su población fue estimada en 2007 por el IBGE en 260.445 habitantes y está dividida en diez municipios. Posee un área total de 10.740,388 km².

## Municipios
- Arapuá
- Carmo do Paranaíba
- Guimarânia
- Lagoa Formosa
- Matutina
- Patos de Minas
- Rio Paranaíba
- Santa Rosa da Serra
- São Gotardo
- Tiros

Población Total: 260.445
- Datos: Q2456151